# Kazungula
Kazungula è una città dello Zambia, situata nell'estremo sud del paese, nella sua Provincia meridionale. La sua posizione, a poco più di un km dai confini con la Namibia, con il Botswana e con lo Zimbabwe ne favorisce gli scambi commerciali e culturali. Altri punti geograficamente vicini e importanti, sono il fiume Zambesi e la città di Livingstone.
La città è collegata all'omonima località in Botswana tramite un traghetto che permette ai mezzi motorizzati di attraversare il fiume Zambesi (largo circa 400 metri in quel punto).

## Voci correlate

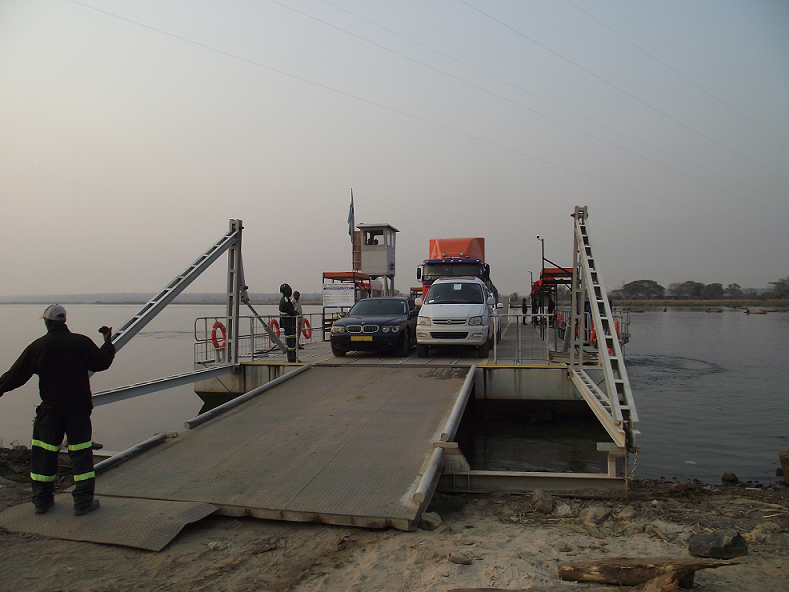
traghetto (chiatta motorizzata) a Kazungula